# Mokichi Okada
Filósofo, artista, escritor y fundador de Sekai Meshiya Kyo, actualmente Sekai Kyusei Kyo, encontró en la naturaleza cómo debía ser la civilización actual y llegó a descubrir la auténtica causa de los problemas en el mundo. Después de ello, buscó crear un mundo sin enfermedad, sin miseria y sin conflicto, y pleno de Verdad, Virtud y Belleza [1] al cual llamó la Nueva Civilización. Para alcanzar tal mundo, proclamó tres artes que son el Arte de la Vida que se conoce como Johrei , el Arte de la Agricultura como alimentos y agricultura naturales y el Arte de la Belleza. [2] se le considera por algunos seguidores como fundador de la iglesia mesiánica mundial 
Así mismo, se construyó una fundación para preservar las artes tradicionales de Japón y un museo que fue precursor del actual Museo de Bellas Artes MOA.

## Su historial
Según su biografía Tooho no Hikari, Mokichi Okada , Meshiu Sama ( Señor de la Luz )(1882 – 1955) nació en la parte más oriental de Tokio, capital de Japón, en el barrio de Hashiba, en 1882. Posteriormente, logró tener gran éxito como empresario, sin embargo experimentó una profunda tristeza al perder a su esposa e hijo, así como por la quiebra de sus negocios. Así, dentro de su búsqueda acerca de los orígenes de la infelicidad, nació en él un gran interés por la conformación del mundo que envuelve a cada ser humano.
A través de la práctica e investigaciones que duraron más de una década, Mokichi Okada descubrió la existencia de una “fuerza de la naturaleza que es pura y no contiene nubosidades”, que abunda en el mundo y en el universo en que vivimos, invisible al ojo humano, llegando a la comprensión de que el ser humano y el universo son entes originalmente “puros”. Además, se convenció de que la infelicidad surge de diversas acciones realizadas por el propio ser humano, que originan “nubosidades” en un mundo que debería ser límpido y puro, y que estas “nubosidades” afectaban al espíritu y al cuerpo físico, provocando la pérdida de la salud física y mental.
Mokichi Okada se abocó a la creación de métodos que lograran “depurar” dichas “nubosidades” existentes en los seres humanos y en el mundo, para que el ser humano pudiera obtener una completa salud mental y física a través de la utilización y manifestación de la “fuerza de la naturaleza” que abunda por doquier en el universo. [3]
Como resultado, estableció inicialmente la actividad de la Terapia Depurativa (en la actualidad hay instituciones seguidoras de la filosofía de Mokichi Okada que siguen refiriéndose a la terapia por su nombre original “Johrei”)  la actividad de la Agricultura y Alimentos Naturales y la actividad de Arte y Cultura entre otras, como métodos concretos para alcanzar dicho objetivo. Lo importante es que Mokichi Okada quedó convencido de que si los seres humanos lograran alcanzar la salud mental y física, esto daría paso a la creación de una nueva civilización, que la humanidad tanto ha venido anhelando. [4]
Mokichi Okada sintió imperiosamente la necesidad de crear un órgano adecuado para difundir e impulsar con gran ahínco dichas actividades, buscando alcanzar de esta forma un progreso a gran escala, y en 1935 establece la “Asociación Kannon del Japón" (Dai Nippon Kannon Kai, posteriormente “Sekai Meshiya Kyo” y desde 1957 "Sekai Kyusei Kyo"). Con una firme convicción de que cualquier persona pudiera participar más ampliamente en estas actividades, al año siguiente inaugura la "Asociación de Salud del Japón" ("Dai Nippon Kenko Kyokai"), la cual en el presente conocemos como MOA. [5]
De este modo, Mokichi Okada quien dedicó toda su vida a la concreción de la felicidad y la paz, no sólo de los individuos, sino también de todo el mundo, falleció en 1955 a la edad de 73 años. Sin embargo, actualmente, tanto su filosofía como sus prácticas, se continúan y son impulsadas con fuerza por Sekai Kyusei kyo y MOA.

## Nota
[1] MOA International, El Mundo de Mokichi Okada, 1998, p9
[2] Sekai Kyusei Kyo, Meishu-sama no go shougai, Sukui to kensetsu, La Vida de Meishu-sama –“Salvación y Construcción”, 15 de junio de 2004, p81
[3] MOA International, Terapia Depurativa estilo Okada, Texto Explicativo、２００７
[4] MOA International http://www.moainternational.or.jp
[5] Item